# False start
False start, falstart – przewinienie w futbolu amerykańskim powstające w sytuacji, gdy zawodnik drużyny atakującej po ustawieniu się na linii wznowienia gry porusza się przed wprowadzeniem piłki do gry przez snap.